# Jänissaari (ö i Finland, Päijänne-Tavastland, Lahtis, lat 61,30, long 26,23)
Jänissaari är en ö i Finland. Den ligger i sjön Imjärvi och i kommunen Heinola i den ekonomiska regionen  Lahtis ekonomiska region  och landskapet Päijänne-Tavastland, i den södra delen av landet, 140 km nordost om huvudstaden Helsingfors. Öns area är 1,5 hektar och dess största längd är 180 meter i sydöst-nordvästlig riktning.